# بالاد (موسيقى كلاسيكية)
البالاد بالإنجليزية ballade

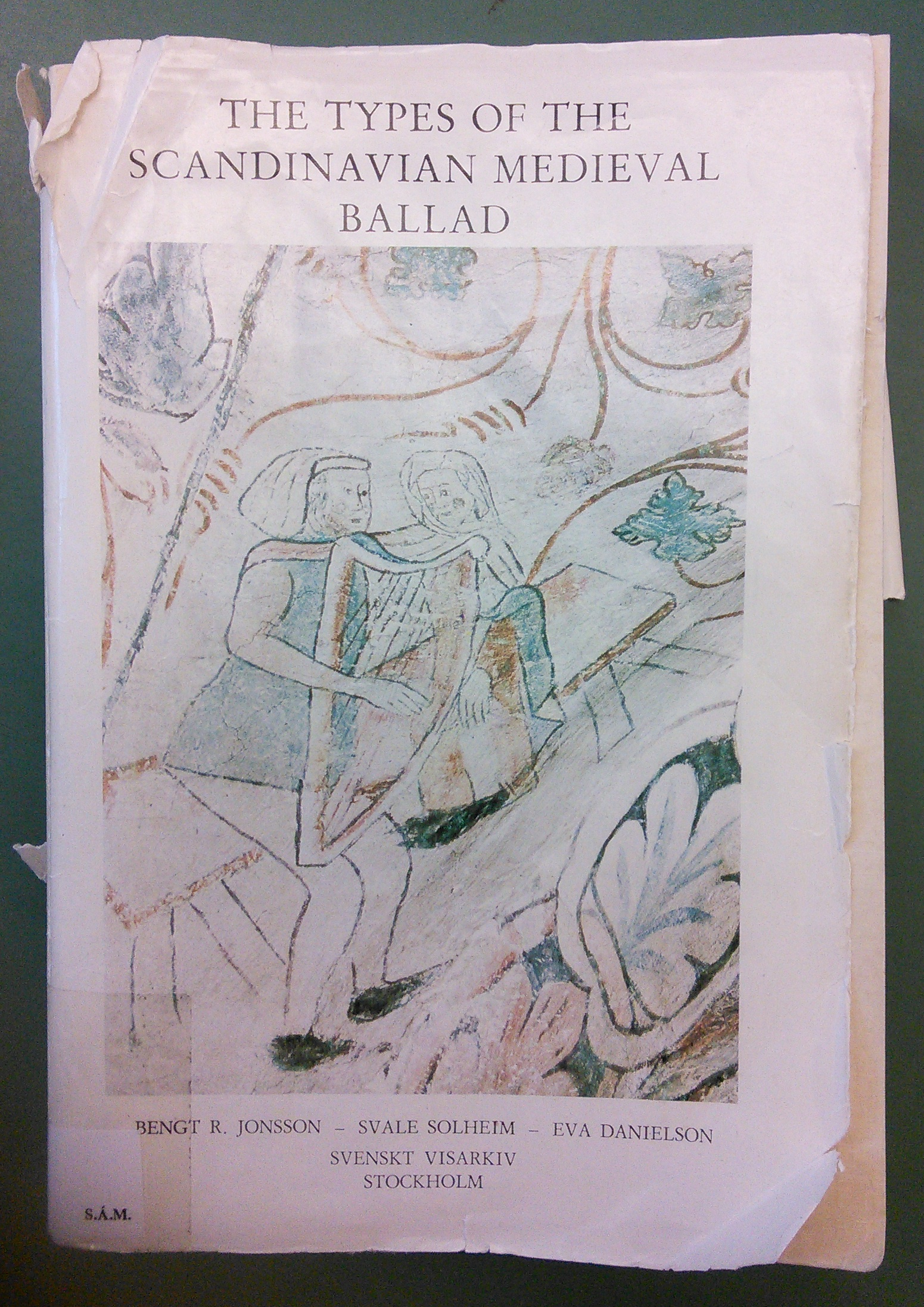

هو مقطوعة آلية متوسطة الطول عادة يؤديها البيانو في الشكل الحر أو الرابسودي. كان شوبان أول مؤلف موسيقي يربط اسم البالاد بأعمال من هذا النوع، استخدامه للمصطلح على الأرجح ملهم بالبالاد في الشعري لمواطن بلدته آدام مسكفتش. تعتبر الأربع مقطوعات بالاد لشوبان من أروع أعماله للبيانو حيث تتناول عدة حالات نفسية من الغنائي إلى الدرامي في حرية روائية شبه ارتجالية وهي صفة ملحوظة بشكل خاص في بالاد رقم 4 في مقام فا صغير. قام بمساهمات لاحقة في هذا النوع ليست وبرامز وسيزار فرانك وفوريه.

## هوامش
1. ↑  NPR Encylopedia of Classical Music